# Quartet de corda núm. 1 (Pizzetti)
El Quartet de corda núm. 1 en la major va ser compost per Ildebrando Pizzetti el 1906. El va dedicar a Maria, la seva filla, i té una durada aproximada de 28 minuts.

## Moviments
- I. Vivace ma sereno
- II. Adagio
- III. Tema con variazioni: Allegretto tranquillo
- IV	Finale

## Música
Pizzetti va compondre dos quartets de corda. El Primer Quartet de corda en la major, una obra primerenca escrita quan tenia només vint anys s'inspira en els modes populars de la seva regió natal, Emília-Romanya, i recorda el caràcter rústic i encantador de Dvořák. La peça, dedicada a la seva filla Maria, nascuda durant la seva composició, conté un tercer moviment ple de variacions. Entre aquestes destaca Ninna nanna per la mia piccina (Cançó de bressol per a la meva nena), encara que el mateix Pizzetti va rebutjar haver utilitzat melodies populars directament. No es va interpretar fins al 1909 i no es va publicar íntegrament fins al 1920.
El primer moviment, Vivace ma sereno, presenta ressons del cant gregorià, amb un dinamisme i una inquietud creats per l’ús constant d’arpegis i un intercanvi melòdic entre viola, violoncel i, posteriorment, els violins. El segon moviment, Adagio, introdueix una melodia principal que recorda un himne religiós americà del segle XIX. El tercer moviment, Tema con variazione, comença amb un passatge canònic que recorda el murmuri d’un rierol, seguit d’una successió de variacions contrastades i plenes d’imaginació. El finale culmina l’obra amb una sensació vigorosa de moviment, desplegant un paisatge sonor expansiu i captivador.